# 水尾

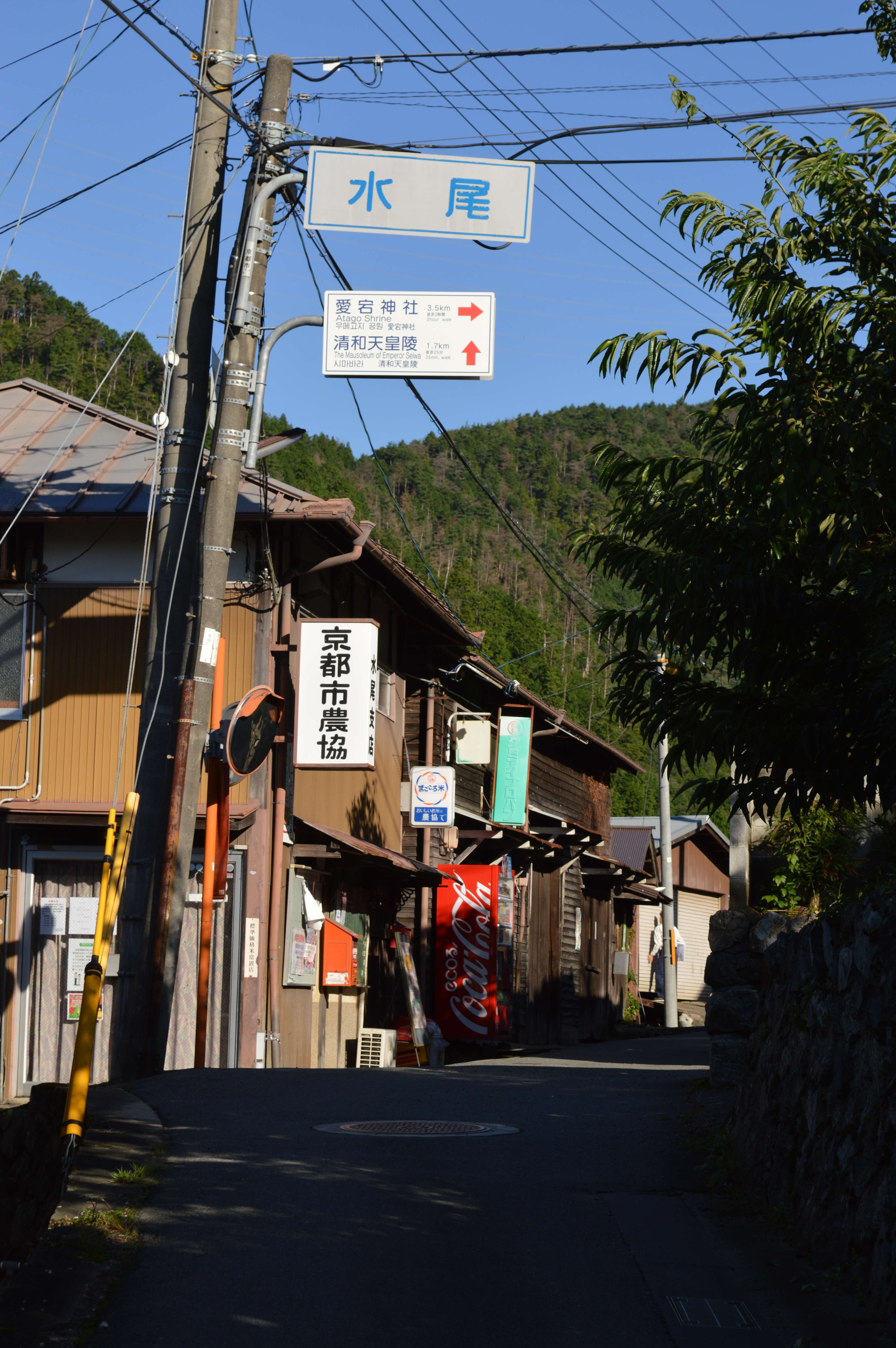
中心部の四つ角にある集落標

嵯峨水尾（さが みずお）は、京都府京都市右京区の地名。「柚子の里」や「清和天皇陵」などで知られている。「きれいな水が湧く所」という意味がある。古くは水ノ尾とも水雄とも書き、「みずのお」「みのお」とも呼ばれたが、集落の位置が清滝の川尻にあたることから水尾という表記になった。京都市の元学区では「水尾」全域にあたる。

## 地理

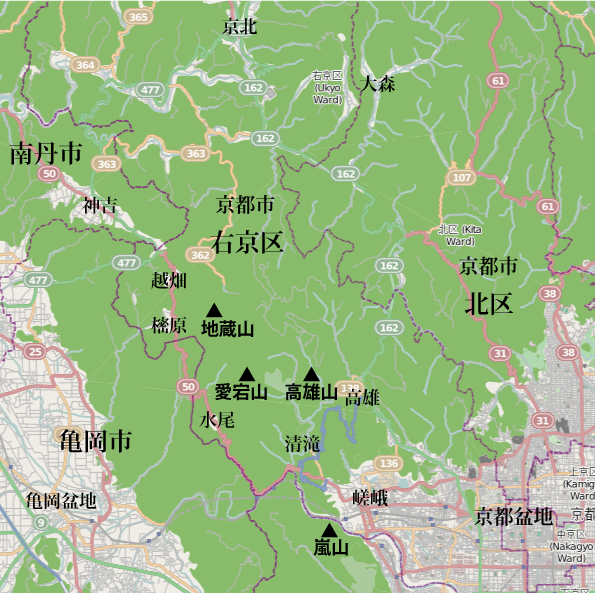

京都市右京区の北西部にあり、信仰の対象として有名な愛宕山(924m)の南麓にある。北東側には愛宕山、西側には牛松山(636m)などがあり、四方向を山に囲まれる山間狭隘の集落である。北側は右京区嵯峨越畑・嵯峨樒原（宕陰地区）、西側と南側は亀岡市保津町と接している。愛宕山西麓を源流とする水尾川が集落西側の谷を流れており、水尾川は京都府道50号京都日吉美山線に沿って南進した後にJR山陰本線保津峡駅付近で保津川（桂川）に合流する。府道50号沿いの標高は257mであり、集落の北端（民家）と南端（水田）で約100mの標高差がある。

## 歴史

### 古代
平安時代初期に編纂された『続日本紀』には「宝亀三年十二月 行幸山城国水雄岡」や「延暦四年九月 行幸水雄岡遊猟」などとあり、光仁天皇や桓武天皇が水尾を訪れていたことがうかがい知れる。奈良時代には山城国葛野郡に属したが、平安時代には一時丹波国桑田郡に属し、やがて山城国に復したという。平安時代中期に成立した『うつほ物語』には源仲頼が水尾山に隠遁したことが記されており、東の八瀬大原と並ぶ西の出家・隠遁の地として知られていた。

### 清和天皇との関係

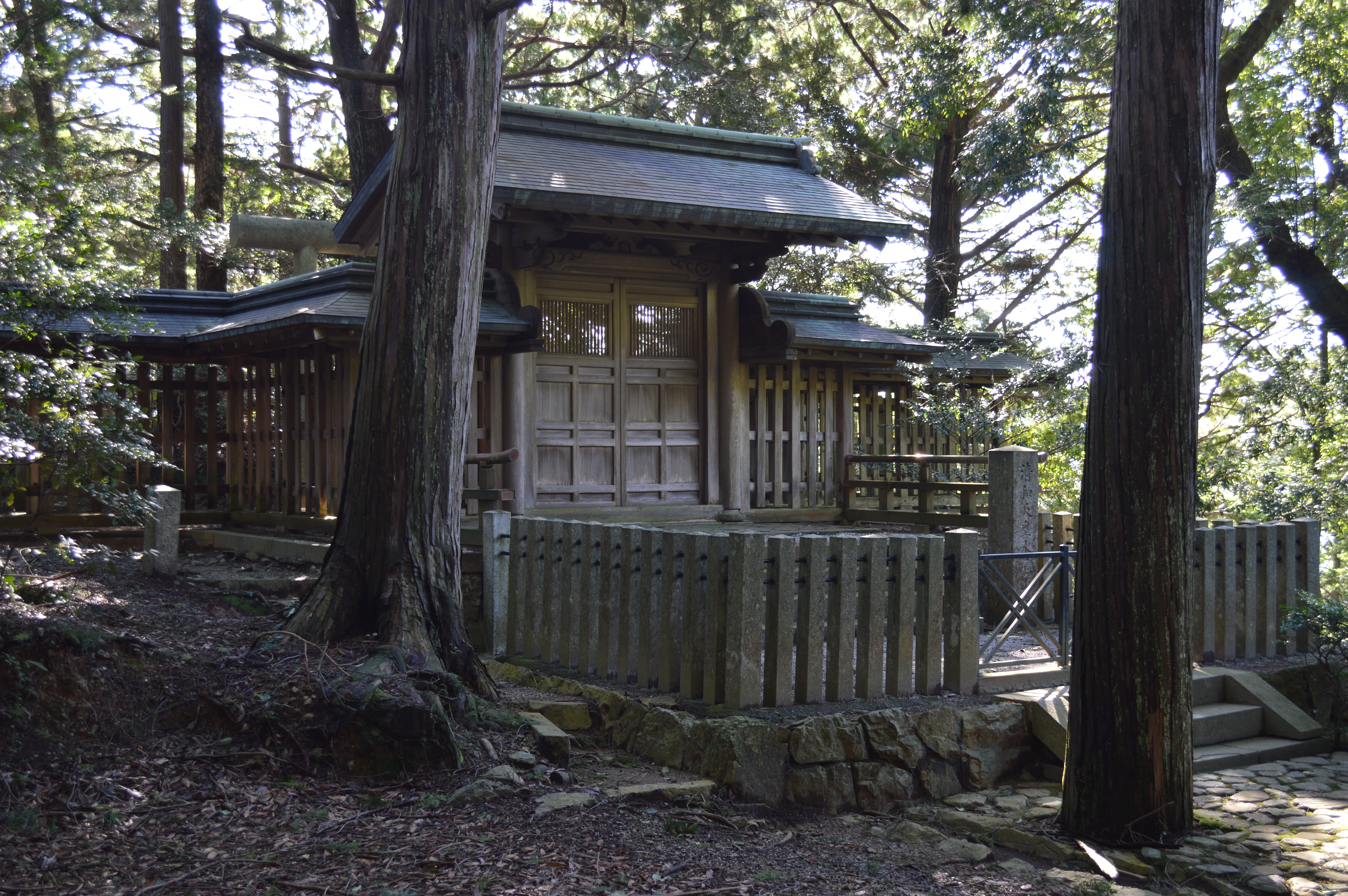
清和天皇水尾山陵

平安時代前期、文徳天皇の第4皇子であり9歳で即位した清和天皇(850-880)は水尾の地をこよなく愛し、水尾帝とも呼ばれた。清和天皇は27歳で陽成天皇に譲位した後、30歳の時に仏道修行のために近畿各地を回り、その最後に水尾の山寺に入った。清和天皇は水尾の地を終焉の地と考え、31歳の時に洛東の円覚寺で亡くなった。遺骨は遺詔（遺言）によって水尾の水尾山寺に葬られ、清和天皇水尾山陵（みずのおやまのみささぎ）は集落から水尾川を渡って対岸にある清和山の中腹に設けられている。清和天皇を祭神とする清和天皇社は水尾の氏神であり、境内には摂社として四所神社が祀られている。両社の創始年代は不明。応永27年（1420年）に洛東の円覚寺が焼失すると、水尾山寺が円覚寺の名を継承し、水尾の円覚寺は延宝7年（1679年）の大火で焼失したが、約100年後の安永5年（1776年）に再建された。

### 近世・近代
周辺には樒（しきみ）が繁茂していたことから、水尾村と北側の原村を合わせて樒原と呼ばれた。原村は右京区の一部となった1931年（昭和6年）以後は町名に「樒原」が用いられている。1582年（天正10年）、明智光秀は本能寺の変の6日前に亀岡の亀山城から水尾を訪れ、愛宕山の愛宕権現に参拝してから京に向かった。明暦4年（1658年）頃の村は上町・下町・西町・辻町の4町に分かれていて村高は95石であり、村高は宝永年間（1704年-1710年）に110石に改められた。近世には丹波国と山城国を結ぶ道がふたつしかなく、老ノ坂峠（現在の国道9号の経路）越えと水尾越えの二者択一を迫られた。このため水尾は繁栄し、人口が1,000人に近い時代もあったとされるが、延宝7年（1679年）と天保6年（1835年）に大火があり、延宝の大火では85戸中82戸が、天保の大火では20戸が焼失した。『嵯峨誌』によれば明暦4年（1658年）の戸数は77、明和2年（1765年）は72、天保6年（1835年）は55であり、『京都府地誌』によれば明治10年代の戸数は49だった。愛宕山は東麓が水尾村領、西麓が上嵯峨村領であり、清滝からの登山道が表参道、水尾や樒原からの登山道が裏参道である。表参道と裏参道が合流する八合目は「水尾わかれ」と呼ばれ、水尾わかれのすぐ上には水尾女（みずおめ）が参拝者に樒を売る花売場があった。江戸時代の産物にはビワ、柚子、マツタケ、砥石などがあり、明治時代にはビワ、柚子などを京阪に出荷した。1889年（明治22年）に町村制が施行されると水尾村など5村が合併して嵯峨村となり、それぞれの旧村名が大字名となった。1900年（明治33年）には京都鉄道（現在のJR山陰本線）が亀岡盆地を通って京都と園部をつなぎ、その経路から大きく外れた水尾は寂れていった。嵯峨村は1903年（明治36年）に下嵯峨村を合併し、1923年（大正12年）に町制を施行して嵯峨町となった。1931年（昭和6年）に京都市右京区の一部となり、大字だった旧6村は186の町に分割され、住所表記は「京都市右京区嵯峨水尾○○」となった。1936年（昭和11年）には水尾の玄関口となる山陰本線保津峡駅（現トロッコ保津峡駅）が開業した。

### 行政区の変遷
| 郡     | 明治22年以前 | 明治22年            | 明治23年-明治45年   | 大正1年-大正15年    | 昭和1年-昭和64年         | 平成1年-現在 |
| 葛野郡 | 越畑村       | 明治22年合併 嵯峨村 | 明治36年合併 嵯峨村 | 大正12年町制 嵯峨町 | 昭和6年編入 京都市右京区 | 京都市右京区 |
| 葛野郡 | 原村         | 明治22年合併 嵯峨村 | 明治36年合併 嵯峨村 | 大正12年町制 嵯峨町 | 昭和6年編入 京都市右京区 | 京都市右京区 |
| 葛野郡 | 水尾村       | 明治22年合併 嵯峨村 | 明治36年合併 嵯峨村 | 大正12年町制 嵯峨町 | 昭和6年編入 京都市右京区 | 京都市右京区 |
| 葛野郡 | 上嵯峨村     | 明治22年合併 嵯峨村 | 明治36年合併 嵯峨村 | 大正12年町制 嵯峨町 | 昭和6年編入 京都市右京区 | 京都市右京区 |
| 葛野郡 | 天竜寺村     | 明治22年合併 嵯峨村 | 明治36年合併 嵯峨村 | 大正12年町制 嵯峨町 | 昭和6年編入 京都市右京区 | 京都市右京区 |
| 葛野郡 | 下嵯峨村     | 下嵯峨村            | 明治36年合併 嵯峨村 | 大正12年町制 嵯峨町 | 昭和6年編入 京都市右京区 | 京都市右京区 |

### 人口の変遷
出典 : 平凡社(1981)、角川日本地名大辞典編纂委員会 (1982) 、国勢調査
世帯数 / 人口
| 明暦4年（1658年）            | 人口不明 | 77戸      | 嵯峨誌       |
| 延宝7年（1679年）            | 人口不明 | 85戸      | 嵯峨誌       |
| 明和2年（1765年）            | 人口不明 | 72戸      | 嵯峨誌       |
| 文化9年（1812年）            | 人口不明 | 55戸      | 嵯峨誌       |
| 天保6年（1835年）            | 人口不明 | 55戸      | 嵯峨誌       |
| 文久3年（1863年）            | 人口不明 | 42戸      | 嵯峨誌       |
| 1872年（明治5年）            | 人口不明 | 47戸      | 市町村合併誌 |
| 1881-1884年（明治14年-17年） |          | 52戸223人 | 京都府地誌   |
| 1888年（明治21年）           | 人口不明 | 45戸      | 市町村合併誌 |
| 1970年（昭和45年）           |          | 48戸252人 | 国勢調査     |
| 1980年（昭和55年）           |          | 45戸186人 | 国勢調査     |
| 1990年（平成2年）            |          | 41戸179人 | 国勢調査     |
| 2000年（平成12年）           |          | 45戸156人 | 国勢調査     |
| 2010年（平成22年）           |          | 27戸56人  | 国勢調査     |

2010年（平成22年）の国勢調査によれば、水尾には27世帯・56人が暮らしている。20歳以下人口は0人、65歳以上人口は28人で、高齢者人口割合が50%の限界集落である。2010年に世帯数や人口数が激減しているが、これは高齢化や過疎化の進行に加えて、水尾にあった特別養護老人ホームが2010年に北隣の樒原に移転したためでもある。

### 現在の町名
嵯峨水尾阿多古（あたご）、嵯峨水尾岩ノ谷（いわのたに）、嵯峨水尾大岩（おおいわ）、嵯峨水尾大迫（おおさこ）、嵯峨水尾岡ノ窪町（おかのくぼ）、嵯峨水尾奥（おく）、嵯峨水尾奥中尾（おくなかお）、嵯峨水尾北垣内町（きたがいち）、嵯峨水尾北ノ谷（きたのたに）、嵯峨水尾シメボシ、嵯峨水尾下神明（しもしんめい）、嵯峨水尾下深谷（しもふかたに）、嵯峨水尾神明（しんめい）、嵯峨水尾清和（せいわ）、嵯峨水尾滝ノ谷（たきのたに）、嵯峨水尾竹ノ尻町（たけのしり）、嵯峨水尾中頃（なかごろ）、嵯峨水尾鳩ノ巣（はとのす）、嵯峨水尾東（ひがし）、嵯峨水尾平尾（ひらお）、嵯峨水尾深谷（ふかたに）、嵯峨水尾松尾垣内（まつおがいち）、嵯峨水尾宮ノ脇町（みやのわき）、嵯峨水尾向（むかい）、嵯峨水尾武蔵嶋町（むさしじま）、嵯峨水尾ユリ
水尾には26の町名が存在するが、2013年（平成25年）時点で居住者がいるのは宮ノ脇町、武蔵嶋町、岡ノ窪町、竹ノ尻町、北垣内町の5町のみである。

## 自然

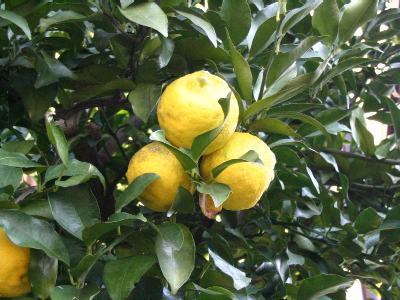
柚子の果実

古くから水尾には梅、柚子、カキ、ビワ、ザクロ、サンショウ、ナンテン、マツタケなどの樹木が繁茂し、特に梅と柚子は水尾を象徴する果樹である。

### 柚子の里
水尾は柚子栽培発祥の地ともいわれ、14世紀初頭に在位した花園天皇が水尾の地に柚子を植えたとされている。江戸時代にはすでに産地として知られていたが、昭和40年代には改めて「柚子の里」として知られるようになった。水尾産の柚子は高級食材として定着しているが、高齢化や過疎化などで生産者が不足し、近年は出荷量が減少している。水尾の柚子は実生の樹から収穫され、温暖な地域で栽培された柚子よりも香りが強いとされる。4月頃に白色の花が咲き、冬期に収穫した柚子の実は柚子茶、菓子、柚子味噌など様々な加工食品の材料に使用されている。水尾には冬期に柚子風呂（柚子湯）と鶏鍋（水炊き・鶏すき）を楽しめる料理屋が9軒あり、柚子風呂には10月中旬から4月頃まで入浴可能である。なお、柚子風呂の起源は聖武天皇が冬至に行なったこととされており、水尾にゆかりのある清和天皇も柚子風呂を好んだとされている。

## 教育

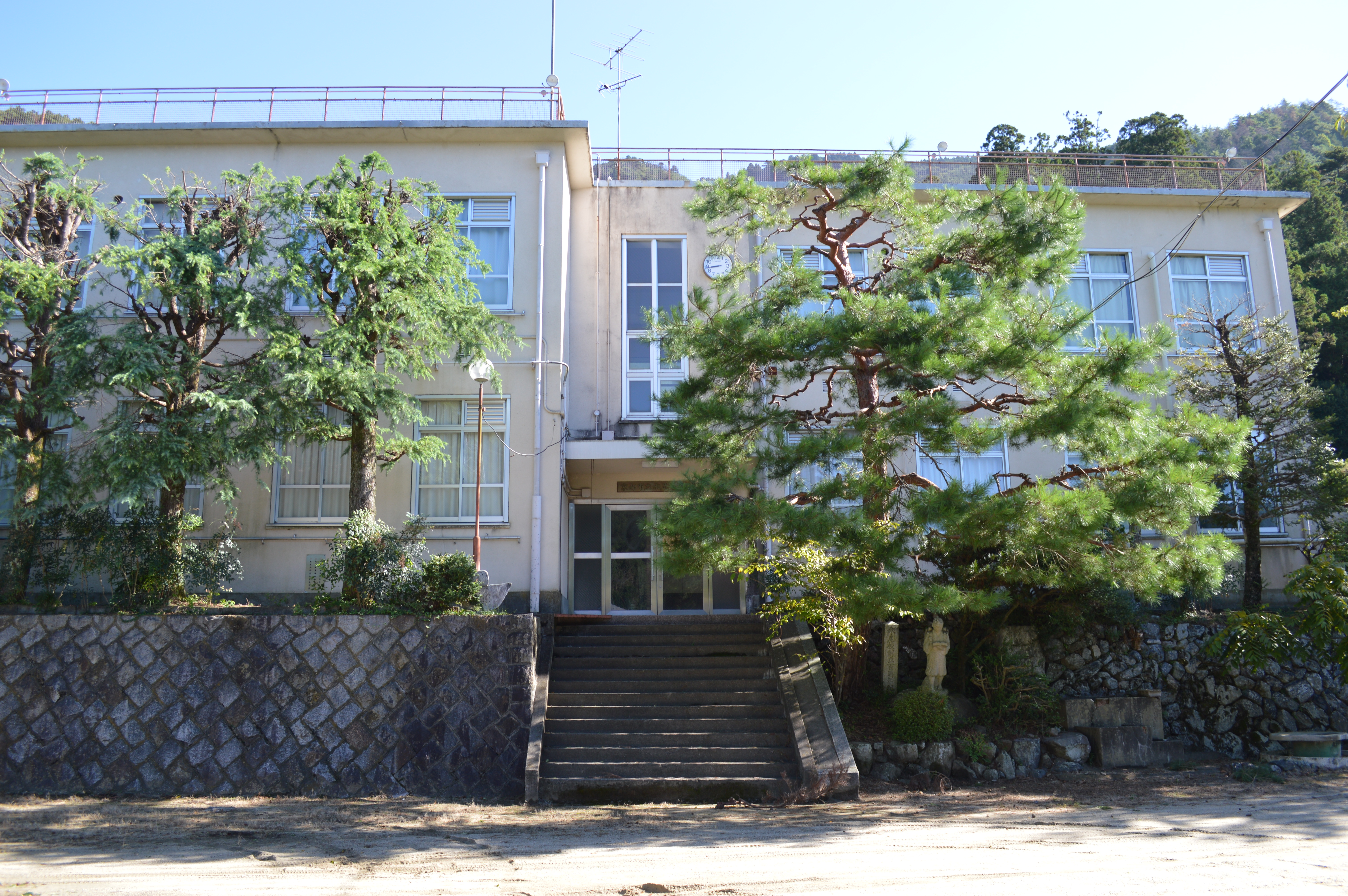
休校中の水尾小学校

1872年（明治5年）、上嵯峨村・天龍寺村・水尾村・原村・越畑村の5村が連合し、天龍寺旧招慶院に上嵯峨校を設置し、やがて嵯峨小学校となった。水尾（念仏寺）と越畑には嵯峨小学校の分校が作られ、水尾の分校は1876年（明治9年）に独立して水尾尋常小学校となった。1886年（明治19年）には小学校令が改正されて嵯峨尋常小学校の分校となり、1890年（明治23年）には村制が施行されて水尾村立水尾尋常小学校と改称した。1930年（昭和5年）には高等科が設置され、1931年（昭和6年）には水尾が京都市右京区に編入されて京都市立水尾尋常小学校と改称された。1941年（昭和16年）には京都市立水尾国民学校と改称され、1947年（昭和22年）には京都市立水尾小学校と改称された。1953年（昭和28年）には校舎が焼失したが、1954年（昭和29年）には鉄筋2階建の新校舎が完成し、1961年（昭和36年）には防火水槽を兼ねたプールが完成した。1976年（昭和51年）には創立100周年を迎えたが、児童数の減少によって2002年（平成14年）に休校となった。2001年度の児童数は2名だった。水尾小学校が休校となるまで、水尾小学校の卒業生は越畑にある宕陰中学校に通った。2010年（平成22年）時点で水尾の20歳以下人口はゼロである。

## 交通
鉄道の最寄駅は、秘境駅として知られるJR山陰本線保津峡駅である。保津峡駅は桂川の渓流保津峡のそばにあり、駅付近に人家はない。保津峡駅から4km離れた水尾まで徒歩約1時間。
保津峡駅と水尾の間では、水尾自治会が独自にバスを運行している。一日5往復運行されているが、木曜・祝祭日・盆・年末年始は運休となる。運賃を支払えば住民でなくとも利用可能。白ナンバーの自家用バスを使用する。1966年（昭和41年）にバス事業の認可を得ない状態で運賃を徴収するバスとして運行を開始し、2003年3月に当時の道路運送法80条に基づき国土交通省の正式な認可を受け80条バスとなっている。
駅から水尾までは京都府道50号京都日吉美山線が通じており、京都府道50号をそのまま進むと宕陰地区（嵯峨越畑・嵯峨樒原）に至る。宕陰地区からは京阪京都交通バスが山陰本線八木駅までのバスを運行しているが、水尾と宕陰地区の間に公共交通機関は通じていない。
愛宕山登山道
水尾山稜参道が、水尾集落を起点とし水尾岐れを経由して愛宕神社・愛宕山まで続いている。

## メディアでの登場
- 木谷恭介『京都柚子の里殺人事件』（有楽出版社、2008年） - 水尾を舞台とした推理小説。
- 『里とパティシエを繋いだ縁と人』（KBS京都、2008年12月21日放送） - 京都の人気洋菓子店「パティスリー・オ・グルニエ・ドール」のオーナーシェフである西原金蔵に密着し、水尾の柚子を素材に使った洋菓子を制作する過程を記録したドキュメンタリー番組。
- 『柚子で故郷を守れ – 大都市の限界集落 京都・水尾』（テレビ大阪、2010年3月20日放送、2010年4月25日再放送） - 水尾出身の元パティシエが柚子の菓子で故郷の復興を目指すドキュメンタリー番組。

## ギャラリー

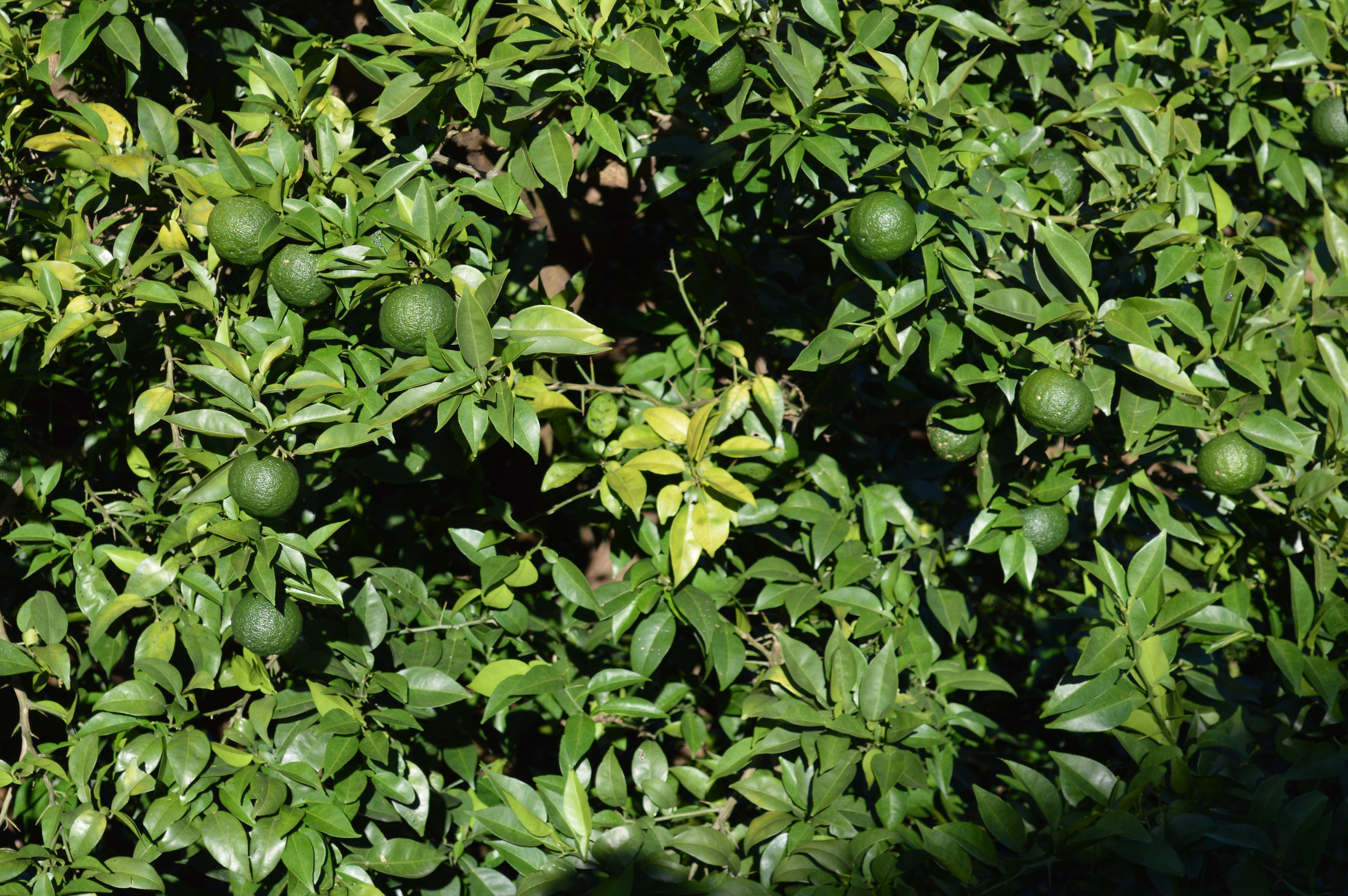
水尾の柚子畑（9月）
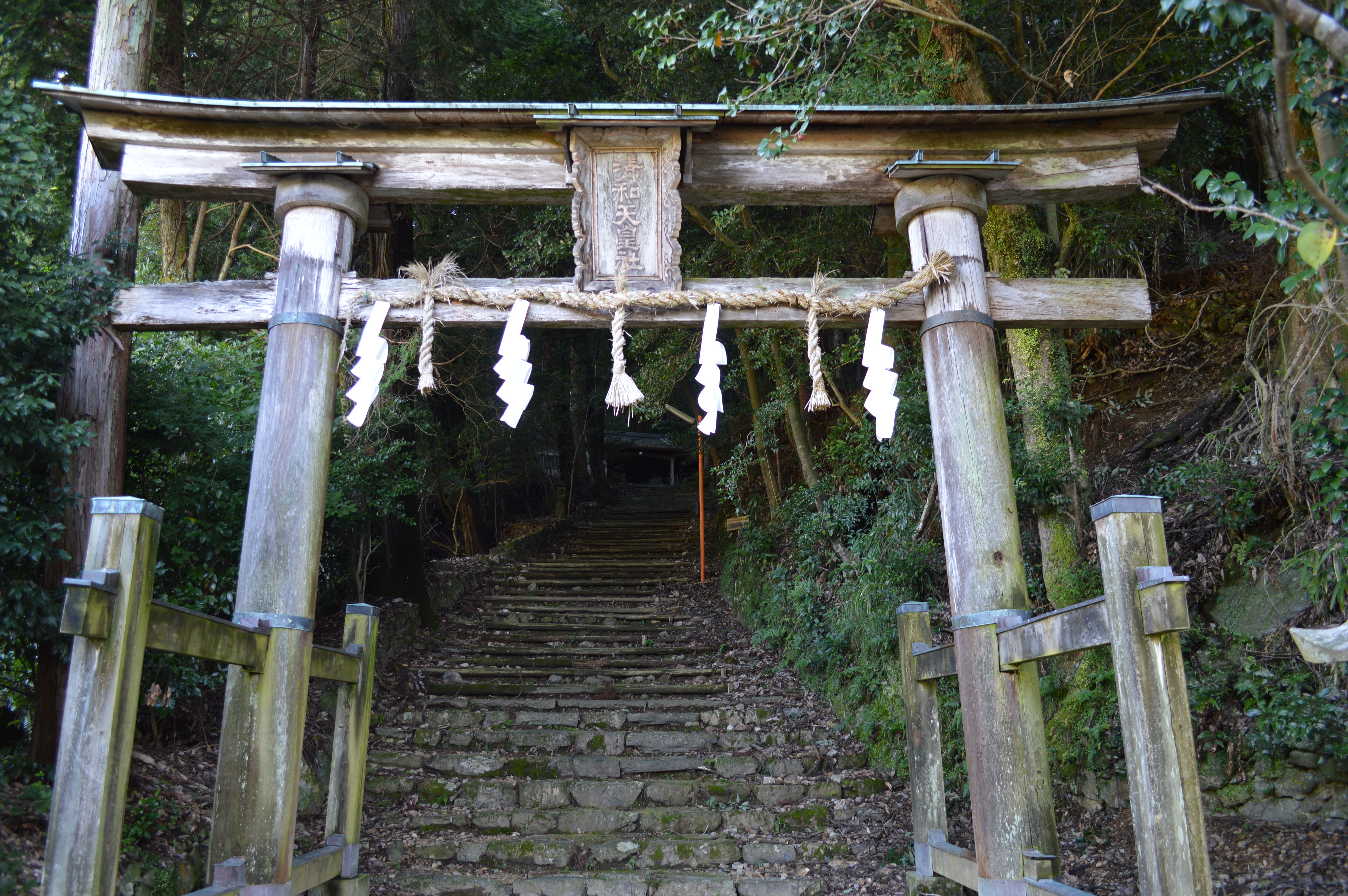
清和天皇社
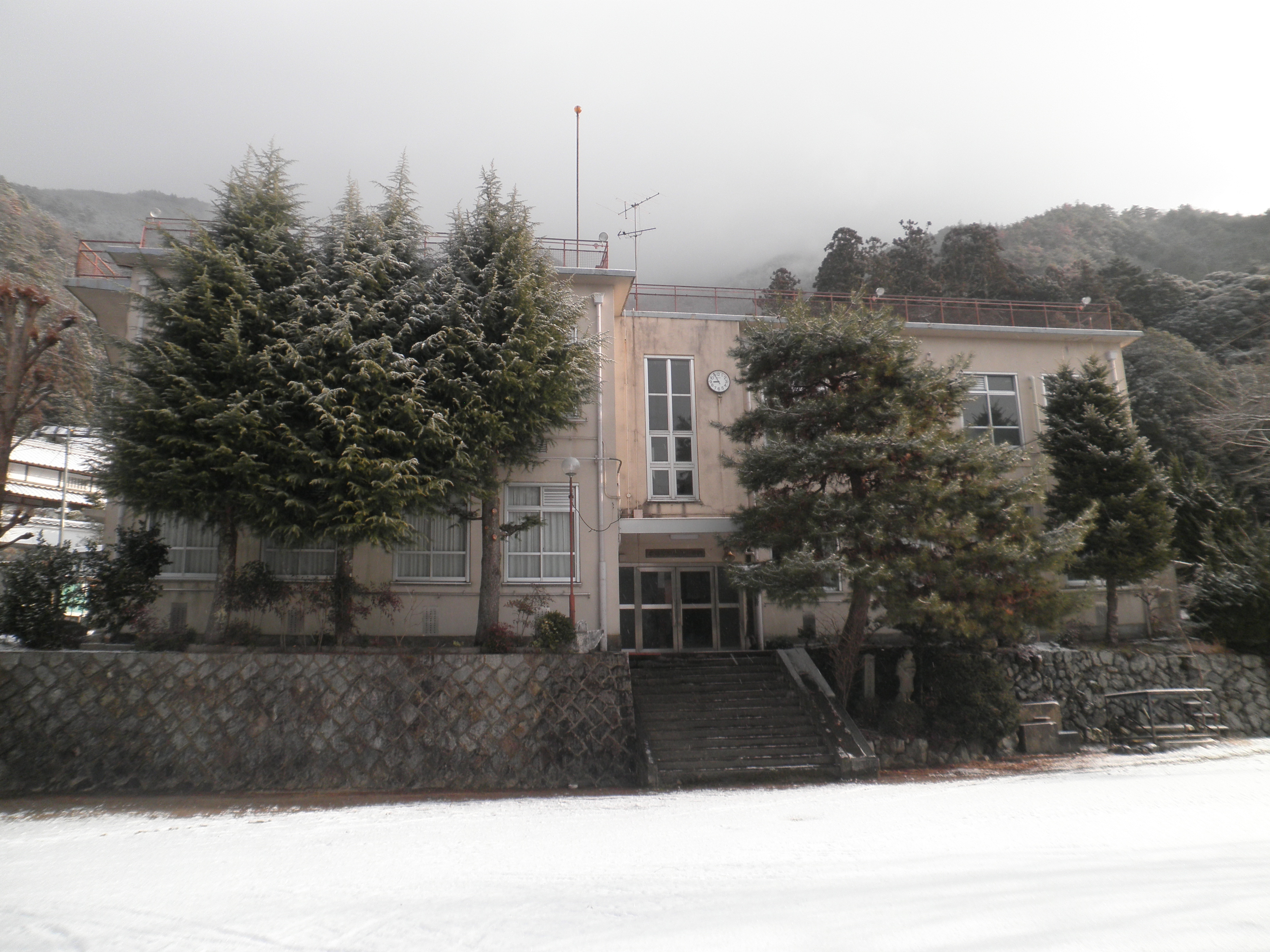
冬期の水尾小学校
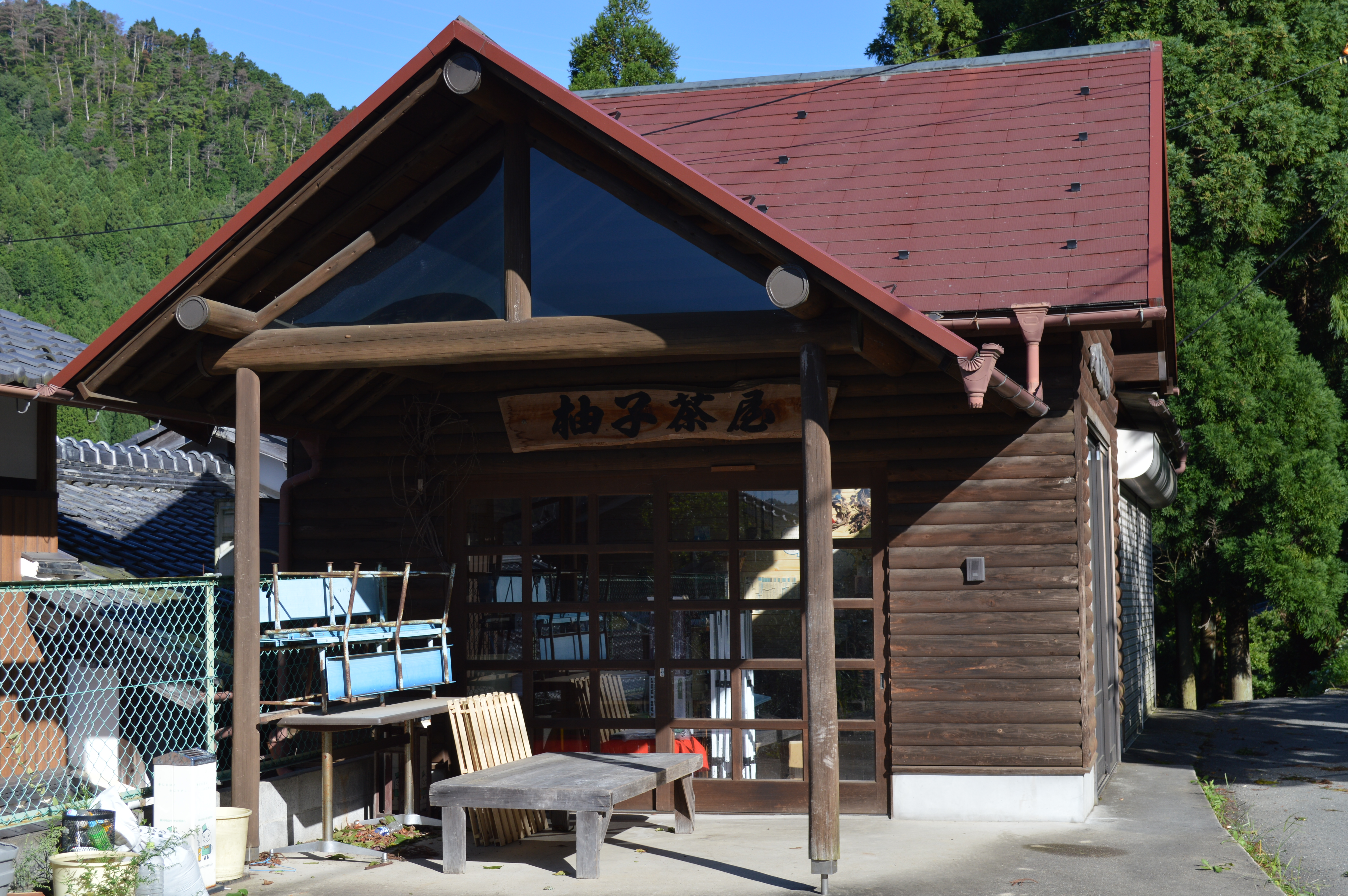
柚子茶屋
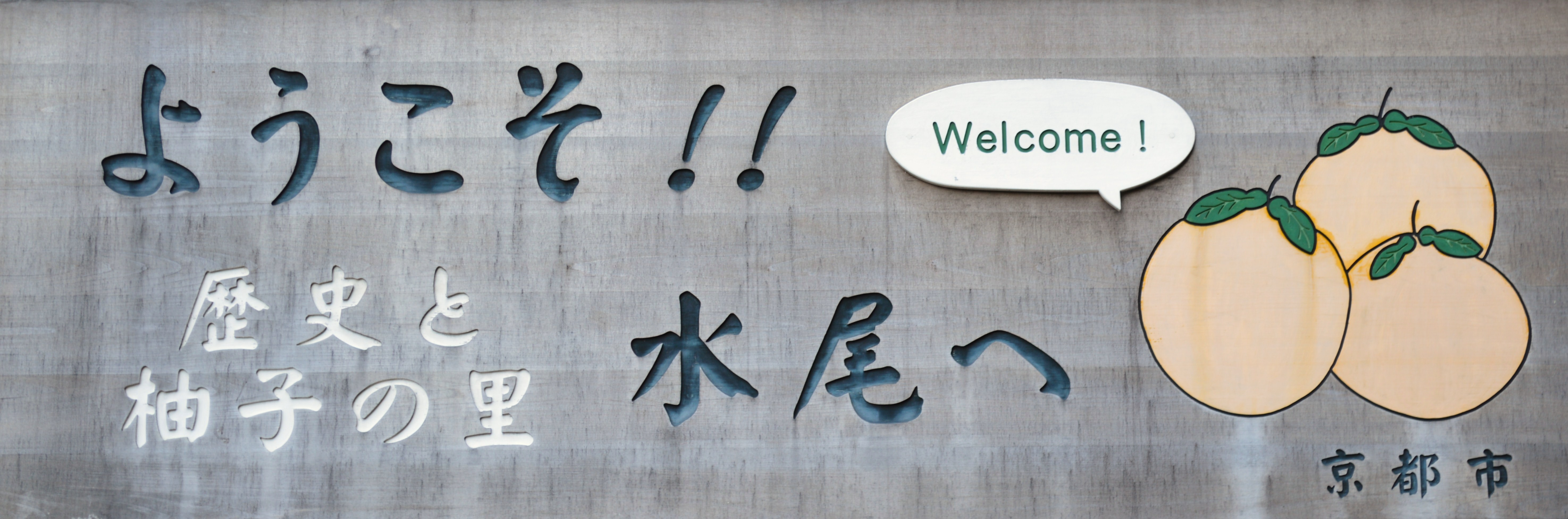
柚子がデザインされた看板
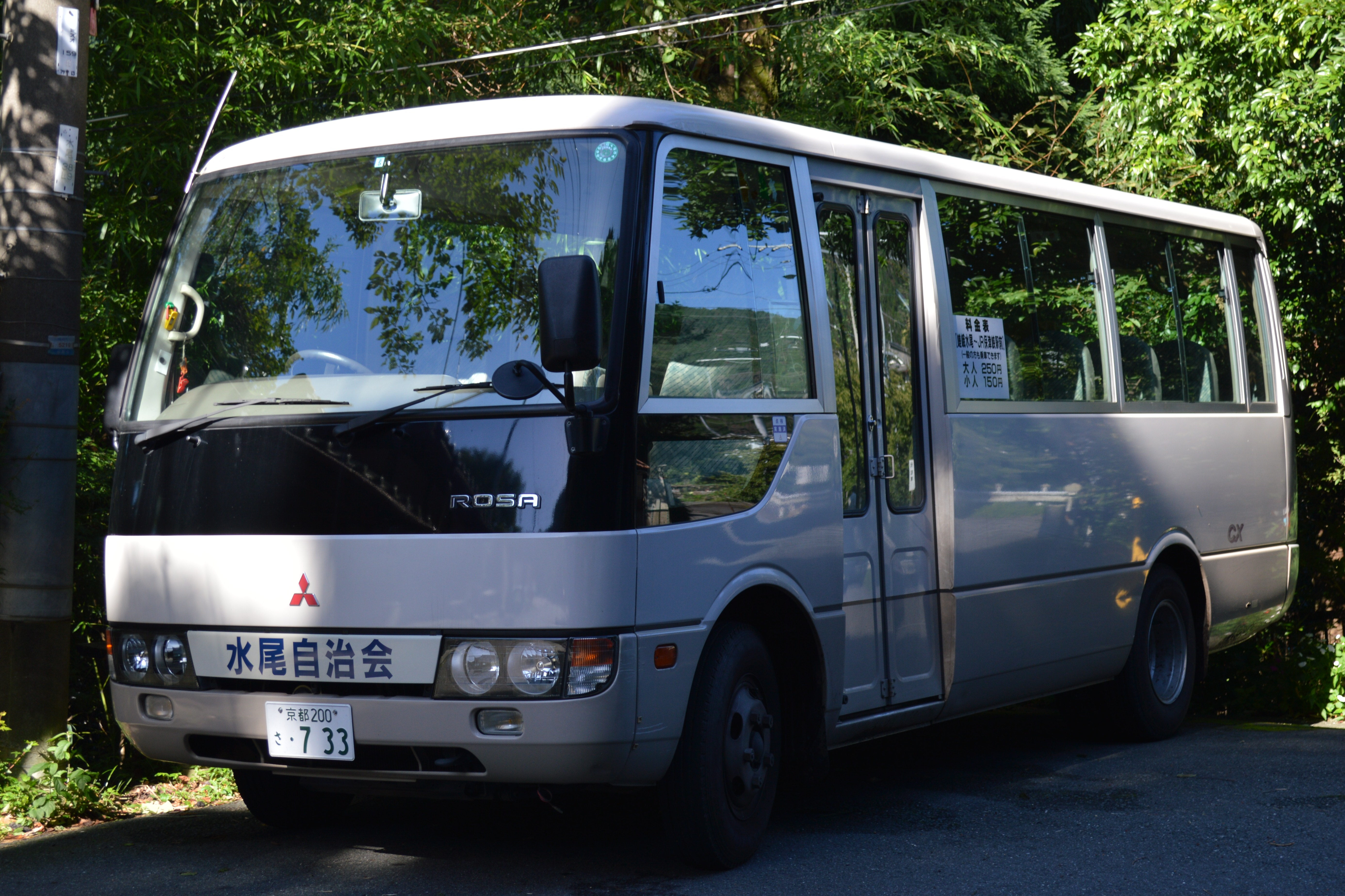
水尾自治会バス
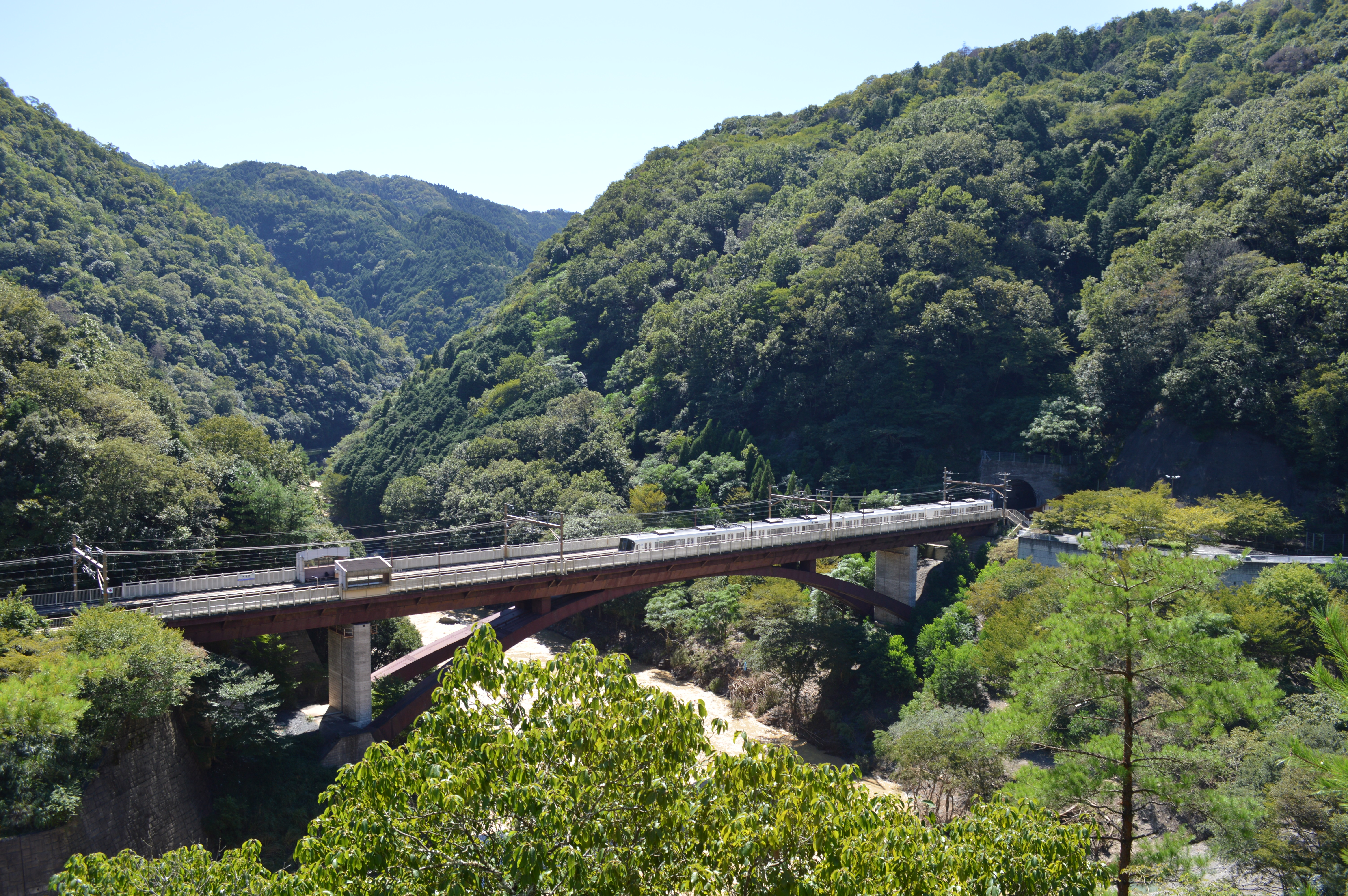
最寄駅の保津峡駅